# Mạch máu thượng vị dưới

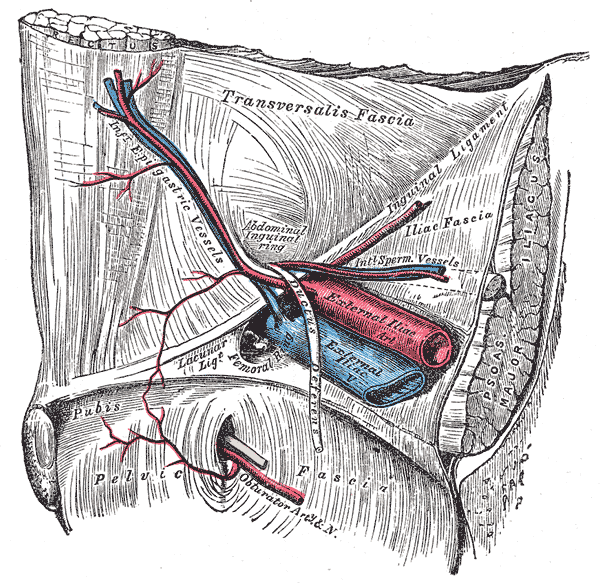
Hình ảnh từ phía sau vùng bẹn phải của khung chậu nam giới, các mạch máu thượng vị dưới ở phía trên bên trái.

Trong giải phẫu người, mạch máu thượng vị dưới dùng để chỉ động mạch thượng vị dưới và tĩnh mạch thượng vị dưới.